# Stazione di Versciaco-Prato
La stazione di Versciaco-Prato (in tedesco Vierschach-Winnebach) è stata una stazione ferroviaria posta sulla ferrovia San Candido-Maribor. Serviva le località di Versciaco e Prato alla Drava, frazioni del comune di San Candido (in provincia di Bolzano).

## Storia
La stazione di Versciaco-Prato venne attivata nel 1871: come da prassi sulle linee Südbahn, essa era localizzata a metà strada tra i paesi da cui traeva il nome. Con il passaggio della linea alle FS dopo la prima guerra mondiale e la contestuale la trasformazione della stazione di San Candido in punto confinale, la stazione di Versciaco-Prato (ridenominata semplicemente "Versciaco") si venne a trovare oltre il tratto gestito dalle FS e pertanto in una condizione di particolare disagio. Per questo motivo, nonché per la sua posizione discosta dai nuclei abitati che avrebbe dovuto servire, nel 1961 le FS decisero di sopprimerla e attivare due nuove fermate più prossime ai due centri:
- alla progressiva chilometrica 68+819, nei pressi dell'allora passaggio a livello di Via Jaufen (poi eliminato sostituito da un sottopasso posto poco a valle), dove già vi era una casa cantoniera edificata insieme alla linea, venne ricavata la stazione di Versciaco.
- al punto nel quale via San Silvestro si immette sulla strada statale 49 della Pusteria venne invece aperta, con tecnica analoga, la stazione di Prato alla Drava.

Anche queste due fermate sono state successivamente dismesse.

## Strutture e impianti
Il patrimonio edilizio originario della stazione di Versciaco-Prato comprendeva solo una casa cantoniera, cui si aggiunsero poi un fabbricato viaggiatori in muratura, uno scalo merci in legno e mattoni intonacati e una cabina in muratura atta ad ospitare un posto di blocco intermedio.
Il fabbricato viaggiatori presenta uno stile architettonico inusuale per gli standard delle stazioni altoatesine: di forma squadrata e compatta, il pianterreno è costruito in pietra arenaria grigia, mentre il secondo piano è in laterizi intonacati di colore giallastro. Entrambi i livelli sono scanditi da una serie di sette aperture (sette finestre al piano superiore, sei finestre e la porta d'ingresso al pianterreno), ornate da cornicioni e davanzali in bugnato. Sulla facciata esterna è leggibile lo slogan propagandistico fascista "Credere Obbedire Combattere", dipinto sia accanto alla porta che sulla fascia marcapiano. Grazie a un intervento di restauro conservativo condotto nel 2001 il fabbricato si presenta in buono stato, al pari del posto di blocco e della casa cantoniera; più fatiscente risulta invece il magazzino merci. Il patrimonio edilizio è poi completato da una sottostazione di trasformazione della corrente, aggiunta negli anni 1980 a seguito dell'elettrificazione della linea.